# Emilie Schindler
Emilie Pelzl, coniugata Schindler (Alt-Moletein, 22 ottobre 1907 – Strausberg, 5 ottobre 2001), è stata una filantropa tedesca di etnia tedesca sudeta.
Fu moglie e collaboratrice di Oskar Schindler, con il quale si prodigò per il salvataggio di oltre 1000 ebrei durante la seconda guerra mondiale; nel suo libro Io, Emilie Schindler Una voce dal silenzio dichiarò di averne salvati oltre 1300. I loro sforzi ispirarono il romanzo di Thomas Keneally La lista di Schindler (1982) e il film tratto da esso Schindler's List - La lista di Schindler (1993), diretto e prodotto da Steven Spielberg.

## Biografia
Nata Emilie Pelzl nel villaggio di Alt-Moletein, nell'Impero austro-ungarico (ora Repubblica Ceca), conobbe il marito Oskar Schindler in occasione della vendita da parte di lui di un mezzo di trasporto al padre, nel 1928. Dopo un corteggiamento di sei settimane, si sposarono lo stesso anno. Senza lavoro, il marito si iscrisse al Partito Nazista con la speranza di ottenere un miglior impiego e si spostò a Cracovia dopo l'invasione della Polonia da parte dei nazisti. Qui acquistò una fabbrica, impiegando prevalentemente manovalanza ebrea/polacca, la più economica all'epoca. Col progredire della guerra e dello sterminio nazista, Schindler si rese protagonista del salvataggio di circa 1200 persone, impiegandole più o meno fittiziamente nella sua fabbrica e difendendole dalla deportazione come "lavoratori essenziali" per proseguire la produzione.
Ogni introito e anche gli averi di Emilie e del marito vennero riconvertiti nella gestione della fabbrica e per l'acquisto di vestiti, cibo e medicine al mercato nero. Nella fabbrica venne imbastito anche un sanatorio segreto, nel quale Emilie si occupava dei malati. Una notte, in particolare, sul finire della guerra e mentre il marito si trovava a Cracovia, Emilie salvò circa 250 ebrei dalla morte, mentre stavano per essere deportati a Golleschau in un campo di sterminio. Riuscì, infatti, a persuadere il responsabile della Gestapo a inviarli al campo della fabbrica "con lo scopo di continuare la produzione per l'industria bellica". Dopo la guerra il marito fu osteggiato sia in Germania, sia nel suo tentativo di emigrazione negli Stati Uniti, che gli rifiutarono l'accesso per la sua passata iscrizione al partito nazista. Si rifugiò quindi in Argentina con Emilie, dove lavorarono dal 1949 come agricoltori e allevatori.
Nel 1957 finirono in bancarotta e Schindler si separò dalla moglie, pur non divorziando, e non si incontrarono più. Rimase a lungo in Argentina, vivendo con una pensione tedesca e l'aiuto di organizzazioni ebraiche. Diverse organizzazioni ebraiche la onorarono per i suoi sforzi durante la seconda guerra mondiale e nel maggio 1994 venne inserita tra i Giusti tra le nazioni insieme con Miep Gies, la donna che aveva nascosto Anna Frank e la sua famiglia nei Paesi Bassi durante il periodo bellico. Nel 1995 fu decorata con l'onorificenza dell'Ordine di Maggio, la più prestigiosa conferita a stranieri in Argentina, e dal 1998 iniziò a ricevere un sussidio statale. Successivamente fu nominata cittadino illustre. Nel 2000 ebbe un incidente, cadendo nella sua casa di San Vicente. Rinvenuta ore più tardi, fu sottoposta a un intervento di sostituzione dell'anca e fu poi ospitata in una casa di riposo di Buenos Aires. Non in grado di pagare le cure, e subendo ritardi nell'assistenza per questa ragione, dopo alcuni giorni giunsero finalmente aiuti finanziari da calciatori dalla squadra del River Plate e da altri cittadini.
Oramai non autosufficiente e costretta su una sedia a rotelle, nel luglio 2001 tornò a visitare Berlino, per la consegna a un'istituzione museale di alcuni documenti inerenti al marito. Manifestò quindi il desiderio di spendere il resto della propria vita in Germania. Il governo bavarese le offrì un alloggio, nel quale avrebbe dovuto essere accolta il 22 luglio. Il 21 luglio fu però ricoverata d'urgenza per l'aggravarsi delle sue condizioni di salute. Morì nella notte del 5 ottobre 2001, in seguito agli effetti provocati da un ictus, al Märkisch-Oderland Hospital nei pressi di Berlino; aveva 93 anni. Nel film Schindler's List - La lista di Schindler, che fece della storia degli Schindler un caso di notorietà mondiale, la vera Emilie Schindler appare nel finale, insieme a molti altri ebrei di Schindler, mentre lascia una pietra sulla tomba del marito a Gerusalemme.